# 念処経
『念処経』（ねんじょきょう、巴: Satipaṭṭhāna-sutta, サティパッターナ・スッタ）とは、パーリ仏典経蔵中部に収録されている第10経。長部の第22経と同じく、『大念処経』（だいねんじょきょう、Mahāsatipaṭṭhāna-sutta）と表現されることもあり、実際内容的にもこの長部経典の簡略形態である。
類似の伝統漢訳経典としては、『中阿含経』（大正蔵26）の第98経「念処経」がある。
釈迦によって、比丘たちに四念処等が説かれる。

## 日本語訳
- 『南伝大蔵経・経蔵・中部経典1』（第9巻） 大蔵出版
- 『パーリ仏典 中部（マッジマニカーヤ）根本五十経篇I』 片山一良訳 大蔵出版
- 『原始仏典 中部経典1』（第4巻） 中村元監修 春秋社
- 『全訳 念処経』宮元啓一 花伝社